# Elektrownia jądrowa Fessenheim

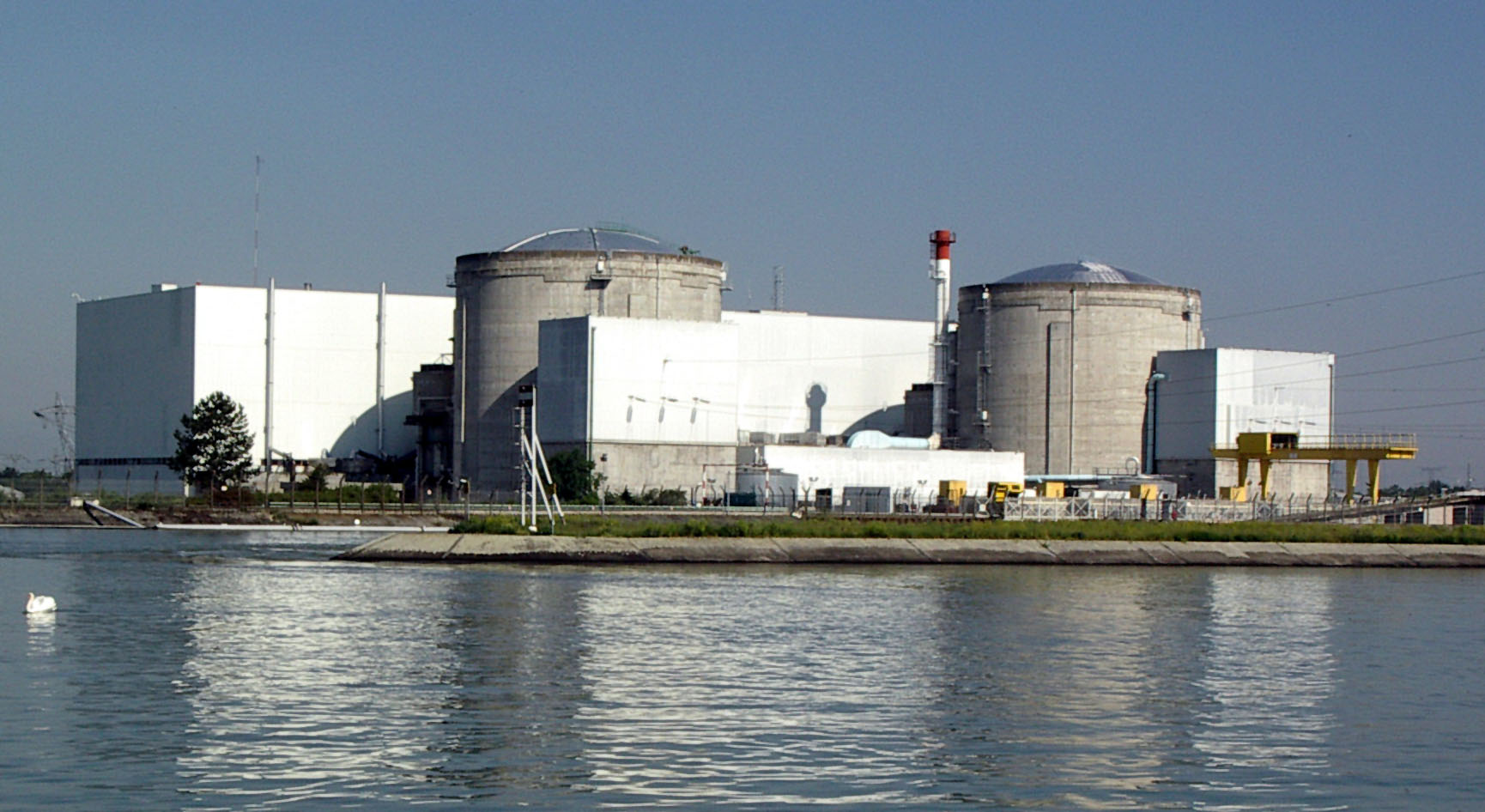
Elektrownia jądrowa Fessenheim, rok 2010

Elektrownia jądrowa Fessenheim (fr. Centrale nucléaire de Fessenheim) – nieczynna francuska elektrownia jądrowa położona koło miasta Fessenheim, nad rzeką Ren, w regionie Franche-Comté, na granicy z Niemcami (25 km od Fryburga Bryzgowijskiego). Od zamknięcia w 1996/97 reaktora prędkiego powielającego Superphénix była najstarszą czynną francuską elektrownią jądrową.
Elektrownia posiada dwa bloki z reaktorami typu PWR. Woda chłodząca pobierana była z Renu. Blok numer 1 wyłączono 22 lutego 2020, a blok numer dwa 29 czerwca 2020.
Z uwagi na położenie (na granicy z Niemcami; 40 km od granicy ze Szwajcarią; w pobliżu gęsto zaludnionej Miluzy) była obiektem wielu protestów, głównie mieszkańców Niemiec.
Elektrownia sąsiaduje z hydroelektrownią na Renie, przez którą przebiega pieszo-drogowe przejście graniczne.

## Reaktory
| Nazwa bloku  | Typ reaktora | Producent / Dostawca | Właściciel            | Operator              | Rozpoczęcie budowy | Stan krytyczny  | Włącz. do sieci     | Praca komercyjna | Wyłączenie      | Moc elektr. netto (MW) | Moc elektr. brutto (MW) | Moc termiczna (MW) |
| ------------ | ------------ | -------------------- | --------------------- | --------------------- | ------------------ | --------------- | ------------------- | ---------------- | --------------- | ---------------------- | ----------------------- | ------------------ |
| Fessenheim-1 | PWR (CP0)    | Framatome            | Électricité de France | Électricité de France | 1 września 1971    | 7 marca 1977    | 6 kwietnia 1977     | 1 stycznia 1978  | 22 lutego 2020  | 880                    | 920                     | 2660               |
| Fessenheim-2 | PWR (CP0)    | Framatome            | Électricité de France | Électricité de France | 1 lutego 1972      | 27 czerwca 1977 | 7 października 1977 | 1 kwietnia 1978  | 29 czerwca 2020 | 880                    | 920                     | 2660               |

## Sprzeciw oraz wyłączenie
W 2011, po awarii elektrowni jądrowej Fukushima I, lokalna komisja informacji i nadzoru wniosła o ponowną ocenę odporności elektrowni na wstrząsy sejsmiczne, ale pod kątem silniejszych wstrząsów (magnituda 7,2 zamiast założonych przy budowie 6,8). Szwajcarskie kantony Basel-Stadt, Basel-Landschaft i Jura zapowiedziały wysłanie prośby do rządu Francji o zawieszenie pracy elektrowni aż do ponownej oceny jej bezpieczeństwa. Również niemiecki kraj związkowy Badenia-Wirtembergia wezwał do tymczasowego wyłączenia elektrowni, podobnego do niemieckich działań dotyczących elektrowni wybudowanych przed 1981 rokiem.
29 marca 2011 roku rada regionu Franche-Comté zagłosowała, pierwszy raz w historii Francji, za zamknięciem elektrowni. 6 kwietnia podobny wniosek przegłosowała Wielka Rada Basel-Stadt, a sześć dni później również gmina Strasbourg. Około 3800 osób protestowało koło elektrowni 8 kwietnia. Sprawę zamknięcia elektrowni na forum Komisji Europejskiej wniosła grupa Zielonych Parlamentu Europejskiego. 
Stowarzyszenie „Stop Fessenheim” zebrało ponad 63 tysiące podpisów pod internetową petycją nawołującą do zamknięcia obiektu. 18 kwietnia rozpoczęło 366-dniowy protest przed siedzibą lokalnej prefektury.
Mimo że elektrownia wdrożyła program poprawy bezpieczeństwa i przeszła pozytywnie kolejną 10-letnią ocenę działania, to jej zamknięcie do 2017 roku obiecywał François Hollande w zwycięskiej kampanii prezydenckiej w 2012.
Planowane zamknięcie elektrowni było również oprotestowane przez wielu naukowców i ekologów, którzy zwracali uwagę, że niskoemisyjna energia z Fessenheim zostanie zastąpiona przez gaz ziemny lub węgiel, tak jak miało to miejsce w Niemczech. Tuż po zamknięciu pierwszego bloku operator RTE ogłosił, że zamknięcie elektrowni nie wpłynie na bezpieczeństwo energetyczne Francji, ponieważ zostanie ona zastąpiona głównie przez elektrownię o cyklu gazowo-parowym w Landivisiau.

Elektrownia jądrowa Fessenheim emituje 6g CO2/KWh, tymczasem, po drugiej stronie Renu, system energetyczny Niemiec emituje ponad 400g CO2/KWh. Produkcja Fessenheim nie zostanie zastąpiona przez odnawialne źródła energii, które mają już priorytet w dostępie do sieci, ale przez produkcję francuskich lub zagranicznych elektrowni opalanych węglem. Warto zwrócić uwagę, że gdy Fessenheim jest zamykana, Niemcy uruchamiają nową elektrownię węglową w Datteln.

22 lutego 2020, w dniu zamknięcia pierwszego bloku, odbył się protest przeciwników przedwczesnego zamykania elektrowni.